# Herning (obec)
Herning Kommune je dánská komuna v regionu Midtjylland. Vznikla roku 2007 po dánských strukturálních reformách. Zaujímá oblast 1 322,87 km², ve které v roce 2017 žilo 88 386 obyvatel.
Centrem kommune je město Herning.

## Sídla
V Herning Kommune se nachází 25 obcí.
| Sídla          | Obyvatel (2017) |
| -------------- | --------------- |
| Arnborg        | 675             |
| Aulum          | 3 228           |
| Fasterholt     | 359             |
| Feldborg       | 555             |
| Gullestrup     | 1 942           |
| Haderup        | 653             |
| Herning        | 49 229          |
| Hodsager       | 411             |
| Høgild         | 291             |
| Ilskov         | 754             |
| Kibæk          | 2 624           |
| Kølkær         | 565             |
| Simmelkær      | 270             |
| Sinding        | 265             |
| Skarrild       | 298             |
| Skibbild       | 713             |
| Stakroge       | 260             |
| Studsgård      | 471             |
| Sunds          | 4 106           |
| Sønder Felding | 1 488           |
| Sørvad         | 1 104           |
| Timring        | 688             |
| Vildbjerg      | 4 050           |
| Vind           | 220             |
| Ørnhøj         | 734             |